# Músculo subclavio
El músculo subclavio es un músculo cilíndrico que se origina en la unión de la primera costilla con el primer cartílago costal.
Se inserta en la cara inferior de la clavícula.
Su función es hacer descender la clavícula y el hombro. También estabiliza la articulación esternoclavicular.
Se encuentra inervado por el nervio del subclavio, que procede del plexo braquial. 
Es irrigado por la arteria subclavia.
Inserción Proximal: Cara superior del 1° cartílago costal y 1° Costilla.
Inserción Distal: Parte media de la cara inferior de la clavícula.
Vascularización: Rama clavicular de la A. Toracoacromia (rama de la A. Axilar).
Inervación: Nervio subclavio (Procedente del tronco superior del plexo braquial, C5 y C6). Un ramo comunicante lo une al nervio frenico.
Acción: Desciende la clavícula.
- Datos: Q130086
- Multimedia: Subclavius muscles / Q130086